# Бутано-индийская граница

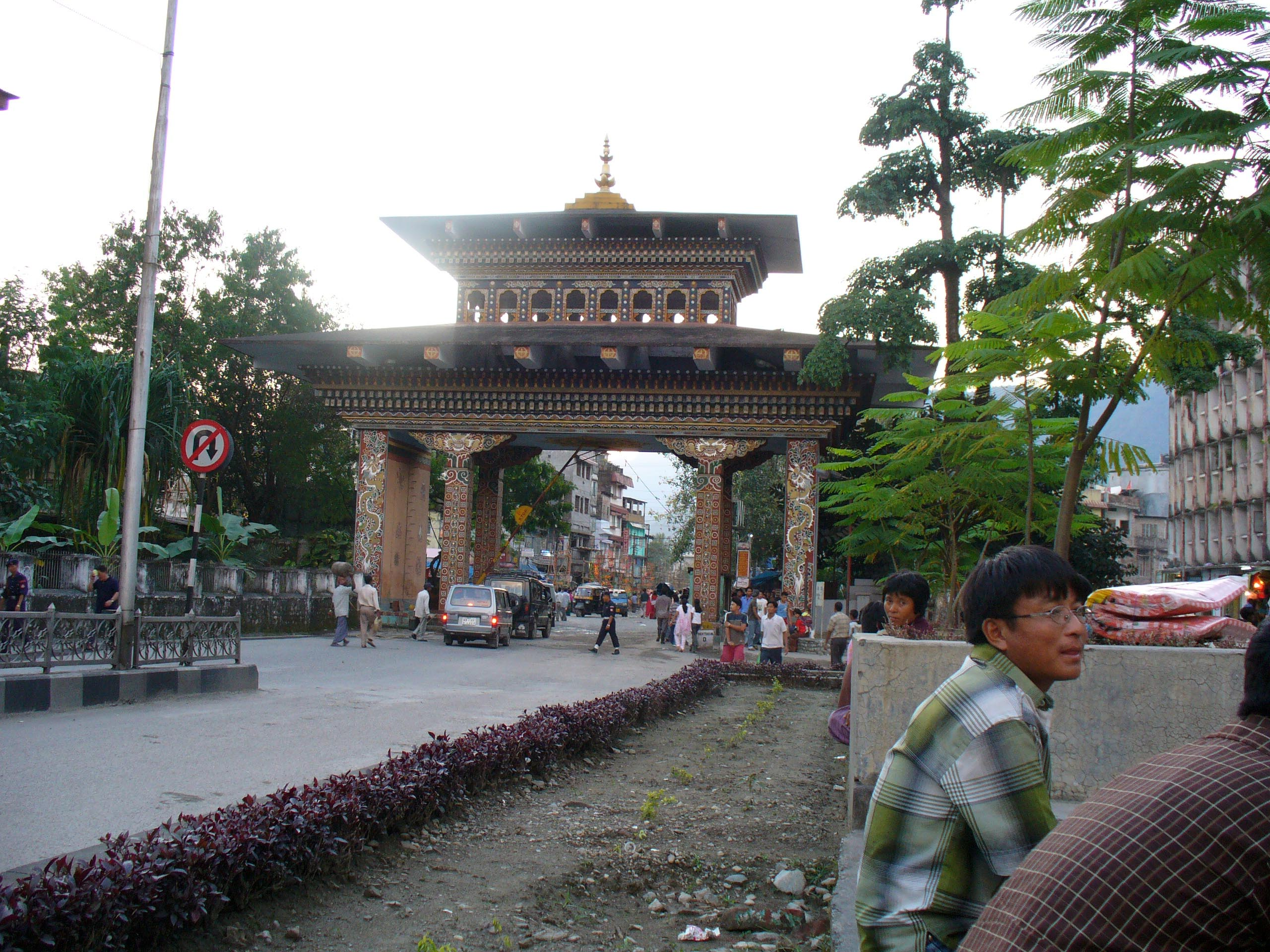
Арка на границе Индии и Бутана (вид с бутанской стороны) в Пхунчолинге

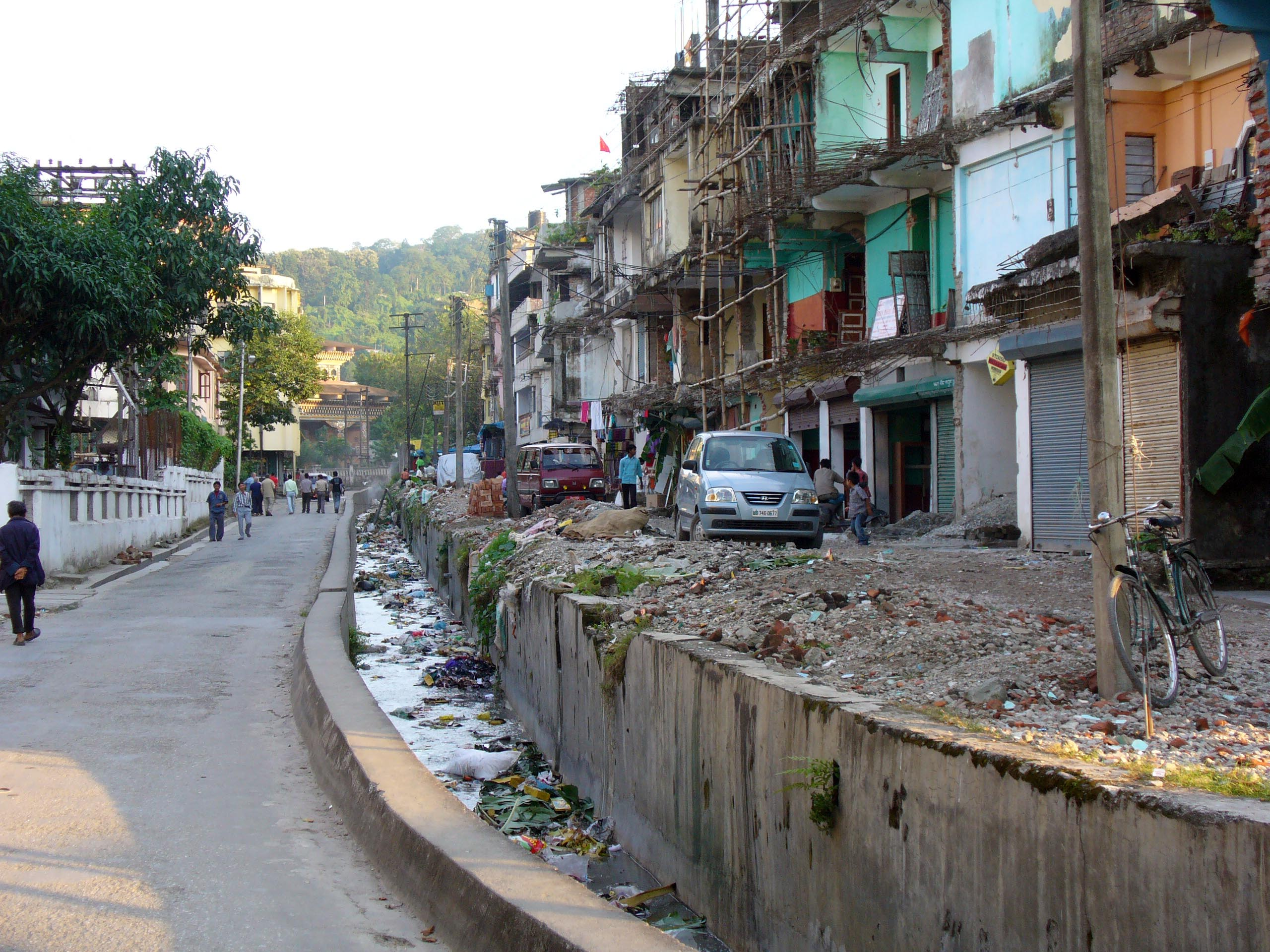
Граница (слева Пхунчолинг, справа — Джайгаон, в глубине — проходная арка)

Бутано-индийская граница — государственная граница между Бутаном и Индией. Длина границы составляет 605 километров.

## Характеристика
Эта граница является единственным способом попасть по суше в Бутан, так как граница Бутана с Китаем полностью закрыта. Место пересечения индийско-бутанской границы для иностранных граждан расположено между городами Джайгаон в индийском штате Западная Бенгалия и бутанским городом Пхунчолинг в дзонгхаге Чукха на юго-западе страны (Пхунчолинг соединён с бутано-индийской границей самым коротким азиатским маршрутом AH48). Тем не менее есть возможность попасть в Бутан через город Самдруп-Джонкхар, который расположен в восточном секторе приграничных территорий.